# 婦負郡
- 令制国一覧 > 北陸道 > 越中国 > 婦負郡
- 日本 > 中部地方 > 富山県 > 婦負郡

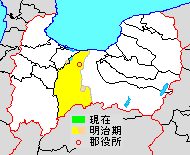
富山県婦負郡の範囲（薄黄：後に他郡に編入された地域 水色：後に他郡から編入した地域）

婦負郡（ねいぐん、めひのこおり、をむなゐのこおり）は富山県（越中国）にあった郡。

## 郡域
1878年（明治11年）に行政区画として発足した当時の郡域は、おおむね以下の区域に相当する。
- 富山市（草島・金山新・金山新中・金山新東・金山新西・金山新南・金山新北・羽根・高田・中老田・東老田および八尾町西神通の一部を除く神通川以西、富山市街の一部）
- 射水市（土代・山本・小杉北野・山本新・椎土・海老江練合・本江針山新）

上記の例外となっている区域のうち、富山市街の一部以外は後に当郡の所属となっている。また、富山市の一部（大字須原・葛原・長川原・小羽・下伏・土・根上）は後に上新川郡に所属した。

## 概要
歴史はかなり古く、弥生時代の遺跡や古墳時代中期の四隅突出型墳丘墓が発掘されている。婦負は、もと売比（めひ）と書いた。地名の由来について、姉倉比賣神社（延喜式内社）に由来するという説や、鵜坂神社（延喜式内社）の祭神である鵜坂姉比咩神（うさかねひめのかみ）・鵜坂妻比咩神（うさかめひめのかみ）に由来するとする説、杉原神社（延喜式内社）のある杉原野開拓伝承に、沼に落ちた女神を男神が背負って助けた（婦を負う）という史話がある。
万葉集には婦負（をむなゐ）と訓読しており、婦負郡の当時の状況を描いた、複数の歌が収録されている。
「婦負川の 早き瀬ごとに 篝さし 八十伴の男は 鵜川 立ちけり」（巻17 4023）
「杉の野に さ躍る雉 いち白く 音にしも泣かむ 隠り妻かも」（巻19 4148）
新川郡との境界は必ずしも明確ではなく、嘗ては常願寺川が谷口から西北へ流れ、現在の鼬川から赤江川辺りの流路をとり、神通川に合していたと考えられることから、その旧河を郡境としたとされる。近世以降に、神通川以西の地域におおまかな郡域が定まったと考えられている。
かつては越中国の神通川左岸一帯を占めていた郡であった。江戸時代は全域が富山藩となった。加賀藩から分離した富山藩はその設立当初は富山城および現在の富山市内を領地に含んでおらず、婦負郡百塚に新城を築いて本拠とする予定であり、初代藩主の前田利次は土地名と官位から「百塚侍従」と呼ばれていた。しかし、築城は財政難により断念され、領地交換を行って加賀藩から富山城を譲ってもらうことで、これを藩庁とした。
明治11年に郡制施行。当初は富山市愛宕町に郡役所が置かれた。この際、上新川郡とは共同の管轄であった。
郡役所は同年中に同市藤井町に移転し、のちに大正4年、東呉羽村五福（現在の富山市五福）に移転した。1960年代に平野部海側の呉羽町・和合町が富山市に編入され、以降、2005年に廃止されるまで、婦負郡は富山県南部の山間部を中心とする郡となった。

## 幕末から郡消滅までの沿革
- 幕末時点では全域が越中富山藩領であった。
- 1871年（明治4年）
  - 7月14日 - 廃藩置県により富山県（第1次）の管轄となる。
  - 11月20日 - 第1次府県統合により新川県の管轄となる。
- 1876年（明治9年）4月18日 - 第2次府県統合により石川県の管轄となる。
- 1878年（明治11年）12月17日 - 郡区町村編制法の石川県での施行により、行政区画としての婦負郡が発足。「上新川婦負郡役所」が富山に設置され、上新川郡とともに管轄。
- 1883年（明治16年）
  - 5月9日 - 石川県が分割され、富山県（第2次）の管轄となる。
  - 7月30日 - 郡役所が富山町の愛宕から同町の藤井町に移転する[1][2]。
- 1889年（明治22年）4月1日 - 市制の施行により当郡の一部（富山8町[3]および愛宕村、畑中村の各一部）が分立して富山市の一部となり、郡より離脱。また、町村制の施行により、練山村・針山新村の所属郡が射水郡に変更、残部には以下の町村が発足。全域が現・富山市。（2町31村）

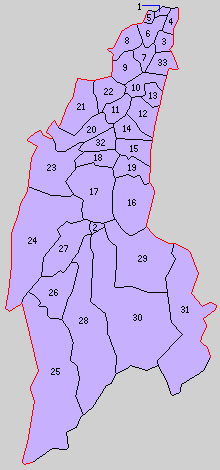
1.四方町 2.八尾町 3.百塚村 4.草島村 5.倉垣村 6.八幡村 7.長岡村 8.寒江村 9.西呉羽村 10.東呉羽村 11.朝日村 12.鵜坂村 13.神明村 14.速星村15.熊野村 16.杉原村 17.保内村 18.千里村 19.宮川村 20.古里村 21.池多村 22.古沢村 23.音川村 24.山田村 25.大長谷村 26.仁歩村 27.室牧村 28.野積村 29.黒瀬谷村 30.卯花村 31.細入村 32.富川村 33.桜谷村 （紫：富山市）

- 四方町 ← 四方町、西岩瀬町、四方新村、北窪村
- 八尾町 ← 八尾東町、八尾西町、八尾下新町、八尾諏訪町、八尾西新町、八尾東新町、八尾今町、八尾鏡町、八尾上新町、小長谷村［一部］、下笹原村［一部］
- 百塚村 ← 田尻村、宮尾村、松木村、本庄村、山岸村、寺島村、百塚村、百塚新村
- 草島村 ← 古川村、草島村、上新川郡草島村、金山新村
- 倉垣村 ← 荒屋村、打出村、打出新村、布目村
- 八幡村← 八幡村、今市村、利波新村、八町村
- 長岡村 ← 船橋新町村、針原村、針原新村、林新村、北代村、北代新村
- 寒江村 ← 中沖村、野田村、大塚村、本郷村、北二ツ屋村、野村、野口村
- 西呉羽村 ← 追分茶屋村、住吉村、吉作村、花木村、峠茶屋村、中茶屋村、北三ツ屋村、小竹村、高木村
- 東呉羽村 ← 五福村、鵯島村［一部］、舟橋町村、寺町村［一部］、金屋村［一部］、下野新村、下野村［一部］
- 朝日村 ← 安田村、安田新村、小泉村、下条村［一部］、笹倉新村、友坂村
- 鵜坂村 ← 鵜坂村、鵜坂新村、上田島村、田島村、下宮ヶ島村、分田村、羽根新村、東本郷村、西本郷村、下坂倉村、島黒瀬村、上轡田村、上轡田新村、和田村、和田新村、西塚原村、下轡田村、野替村
- 神明村 ← 有沢村、下野村［一部］、庄高田村、寺町村［一部］、鵯島村［一部］、上新川郡羽根村、高田村、高田新村
- 速星村 ← 御門村、笹倉村、坪野村、板倉村、砂子田村、袋村、麦島村、海川原村、増田村、下条村［一部］
- 熊野村 ← 下井沢村［一部］、道場村、中名村、持田村、萩島村、為成新村、十五丁村、堀村、清水島村、道喜島村、青島村、蔵島村、添島村、板倉新村、高田村［一部］
- 杉原村 ← 薄島村、西神通村、中神通村、野飼村、城生村、井栗谷村、深谷村、下深谷村、丸山村、大杉村、滅鬼村、黒田村、寺家村、井田新村、井田村［一部］、杉田村、石戸村［一部］、福島村［一部］、上新川郡神通村［一部］
- 保内村 ← 下高善寺村、上高善寺村、福島村［一部］、妙川寺村、水谷村、奥田新村、百山村、高日附山村、平林村、新山村、三田村、千坊寺村、奥田三俣村、翠尾村、田中村、館本郷村、石戸村［一部］、八尾各町［一部］、井田村［一部］
- 千里村 ← 上井沢村［一部］、熊野道村、小倉村、大坪森田村、沢田村、鉾木村、高日附村、余川新村、余川村［一部］、島田村、下井沢村［一部］
- 富川村 ← 小川子村、下吉川村、上吉川村、下吉川新村、川原町村、富崎村、吉川新村、小野島村、高田村［一部］、下井沢村［一部］
- 古里村 ← 長沢村、長沢新村、下村、小長沢村、羽根村、蓮花寺村、高塚村、宮ヶ谷村
- 池多村 ← 西押川村、平岡村、三熊村、開発村、坂下新村、北押川村、北野村、山本村、山本新村、土代村、椎土村
- 古沢村 ← 杉谷村、栃谷村、古沢村、金屋村［一部］、境野新村
- 音川村 ← 上瀬村、三ツ屋村、高山村、三ノ瀬村、下瀬村、外輪野村、大瀬谷村、葎原村、鶚谷村、嘉礼谷村、吉谷村、牛滑村、東谷村、吉住村、平等村、中尾村、道島村、皆杓村、山田上野村
- 山田村 ← 高清水村、深道村、数納村、鍋谷村、若狭村、谷村、若土村、鎌倉村、北山村、山田小谷村、赤目谷村、湯村、中ノ瀬村、白井谷村、小島村、山田中村、宿坊村、今山田村、山田清水村、山田牧村、沼又村
- 大長谷村 ← 栃折村、上中山村、二ツ屋村、越後谷村、安沢谷村、栗須村、薄尾村、上牧村、横平村、花房村、清水村、島地村、中島地村、下島地村、内名村、田頭村、水無村、高野村、西ヶ原村、南新屋村、東原村、夏前村、滝谷村、今庵谷村、杉ヶ平村、専沢村、切詰村
- 仁歩村 ← 茗ヶ島村、武道原村、尾畑村、小畑村、大玉生村、吉友村、土玉生村、山中村、三ツ松村、大下村、上仁歩村、中仁歩村、下仁歩村、入谷村、鼠谷村、草蓮坂村、平沢村、倉ヶ谷村、正間村、小谷村
- 室牧村 ← 高熊村、高橋村、柴橋村、谷内村、中村、高尾村、坂ノ下村、北袋村、和山村、峯村、須郷村、野須郷村、上野村、細滝村、上ノ名村、下ノ名村、竹内村、宮ヶ島村、尾久村、窪村、柚木村、天池村、追分村、高瀬村、足谷村、大道村
- 野積村 ← 八十島村、桐山村、東葛坂村、油村、西葛坂村、下田池村、上田池村、下乗嶺村、新名村、高峯村、乗嶺村、青根村、岩島村、川住村、西川倉村、下牧村、道畑下中山村、宮ノ下村、上ヶ島村、水口村、東川倉村、東布谷村、布谷村、赤石村、東松瀬村、猟師ヶ原村、西松瀬村、桂原村、谷折村
- 黒瀬谷村 ← 宮腰村、上谷村、外面谷村、根上村、土村、下伏村、北谷村、東坂下村、岩屋村、樫尾村、村杉村、小長谷村［一部］、小長谷新村、葛原村、治歩川原村、小羽村、長川原村、須原村
- 卯花村 ← 角間村、茗ヶ原村、小井波村、下笹原村［一部］、上笹原村、掛畑村、上黒瀬村、小原村、滝脇村、桐谷村
- 細入村 ← 笹津村、岩稲村、割山村、楡原村、庵谷村、片掛村、猪谷村、蟹寺村、加賀沢村
- 宮川村 ← 下井沢新村、田屋村、田屋新村、中島村、浜子村、広田村、上新屋村、横野村、成子村、余川村［一部］、上井沢村［一部］
- 桜谷村 ← 駒見村、田刈屋村、牛島村、四ツ屋村、石坂村、石坂新村、安養坊村、五艘村、愛宕村［一部］、畑中村［一部］

- 1896年（明治29年）6月1日 - 郡制を施行。郡役所は引き続き富山市藤井町に設置[注釈 1]。
- 1915年（大正4年） - 郡役所が東呉羽村五福に移転[2]。
- 1920年（大正9年）4月1日 - 桜谷村が富山市に編入。（2町30村）
- 1923年（大正12年）3月31日 - 郡会が廃止。郡役所は存続。
- 1926年（大正15年）
  - 6月30日 - 郡役所が廃止。以降は地域区分名称となる。
  - 7月1日 - 東呉羽村が富山市に編入。（2町29村）
- 1940年（昭和15年）
  - 5月1日 - 西呉羽村・古沢村が合併して呉羽村が発足。（2町28村）
  - 9月1日 - 神明村が富山市に編入。（2町27村）
- 1941年（昭和16年）2月11日 - 八幡村・草島村・百塚村が合併し、改めて八幡村が発足。（2町25村）
- 1942年（昭和17年）
  - 6月1日 - 速星村・鵜坂村が合併して婦中町が発足。（3町23村）
  - 6月20日 - 千里村・富川村が合併して神保村が発足。（3町22村）
- 1953年（昭和28年）12月1日（3町17村）
  - 八尾町・保内村・杉原村・卯花村・室牧村・黒瀬谷村の一部（大字小長谷・小長谷新・村杉・樫尾・岩屋・宮腰・上谷・外面谷・北谷・東坂下）が合併し、改めて八尾町が発足。
  - 黒瀬谷村の残部（大字須原・葛原・長川原・小羽・下伏・土・根上）が上新川郡大沢野町に編入。
- 1954年（昭和29年）
  - 3月1日 - 長岡村・寒江村・呉羽村が射水郡老田村と合併して呉羽町が発足。（4町14村）
  - 3月30日 - 四方町・八幡村・倉垣村が合併して和合町が発足。（4町12村）
- 1955年（昭和30年）1月1日 - 婦中町・宮川村・熊野村・朝日村が合併し、改めて婦中町が発足。（4町9村）
- 1957年（昭和32年）11月1日 - 八尾町・野積村・仁歩村・大長谷村が合併し、改めて八尾町が発足。（4町6村）
- 1959年（昭和34年）
  - 1月1日 - 古里村・音川村・神保村が婦中町に編入。（4町3村）
  - 4月1日（4町2村）
    - 池多村の一部（大字西押川・北押川・開発・平岡・三熊・坂下新および山本・北野・山本新・椎土の各一部）が呉羽町に編入。
    - 池多村の残部（大字土代および山本・北野・山本新・椎土の各一部）が射水郡小杉町に編入。
- 1960年（昭和35年）10月1日 - 和合町が富山市に編入。（3町2村）
- 1965年（昭和40年）4月1日 - 呉羽町が富山市に編入。（2町2村）
- 2005年（平成17年）4月1日 - 八尾町・婦中町・山田村・細入村が富山市・上新川郡大沢野町・大山町と合併し、改めて富山市が発足。同日婦負郡消滅。

### 変遷表
| 明治22年以前                            | 明治22年4月1日 | 明治22年 - 昭和20年         | 昭和20年 - 昭和30年     | 昭和31年 - 昭和63年          | 昭和31年 - 昭和63年          | 平成1年 - 現在        | 現在   |
| --------------------------------------- | -------------- | --------------------------- | ----------------------- | ---------------------------- | ---------------------------- | --------------------- | ------ |
|                                         | 大長谷村       | 大長谷村                    | 大長谷村                | 昭和32年11月1日 八尾町       | 昭和32年11月1日 八尾町       | 平成17年4月1日 富山市 | 富山市 |
|                                         | 仁歩村         | 仁歩村                      | 仁歩村                  | 昭和32年11月1日 八尾町       | 昭和32年11月1日 八尾町       | 平成17年4月1日 富山市 | 富山市 |
|                                         | 野積村         | 野積村                      | 野積村                  | 昭和32年11月1日 八尾町       | 昭和32年11月1日 八尾町       | 平成17年4月1日 富山市 | 富山市 |
|                                         | 八尾町         | 八尾町                      | 昭和28年12月1日 八尾町  | 昭和32年11月1日 八尾町       | 昭和32年11月1日 八尾町       | 平成17年4月1日 富山市 | 富山市 |
|                                         | 杉原村         | 杉原村                      | 昭和28年12月1日 八尾町  | 昭和32年11月1日 八尾町       | 昭和32年11月1日 八尾町       | 平成17年4月1日 富山市 | 富山市 |
|                                         | 保内村         | 保内村                      | 昭和28年12月1日 八尾町  | 昭和32年11月1日 八尾町       | 昭和32年11月1日 八尾町       | 平成17年4月1日 富山市 | 富山市 |
|                                         | 室牧村         | 室牧村                      | 昭和28年12月1日 八尾町  | 昭和32年11月1日 八尾町       | 昭和32年11月1日 八尾町       | 平成17年4月1日 富山市 | 富山市 |
|                                         | 卯花村         | 卯花村                      | 昭和28年12月1日 八尾町  | 昭和32年11月1日 八尾町       | 昭和32年11月1日 八尾町       | 平成17年4月1日 富山市 | 富山市 |
|                                         | 黒瀬谷村       | 黒瀬谷村                    | 昭和28年12月1日 八尾町  | 昭和32年11月1日 八尾町       | 昭和32年11月1日 八尾町       | 平成17年4月1日 富山市 | 富山市 |
| 昭和28年12月1日 上新川郡 大沢野町に編入 | 黒瀬谷村       | 黒瀬谷村                    | 上新川郡 大沢野町の一部 | 上新川郡 大沢野町の一部      |                              | 平成17年4月1日 富山市 | 富山市 |
|                                         | 速星村         | 昭和17年6月1日 婦中町       | 昭和30年1月1日 婦中町   | 婦中町                       | 婦中町                       | 平成17年4月1日 富山市 | 富山市 |
|                                         | 鵜坂村         | 昭和17年6月1日 婦中町       | 昭和30年1月1日 婦中町   | 婦中町                       | 婦中町                       | 平成17年4月1日 富山市 | 富山市 |
|                                         | 朝日村         | 朝日村                      | 昭和30年1月1日 婦中町   | 婦中町                       | 婦中町                       | 平成17年4月1日 富山市 | 富山市 |
|                                         | 熊野村         | 熊野村                      | 昭和30年1月1日 婦中町   | 婦中町                       | 婦中町                       | 平成17年4月1日 富山市 | 富山市 |
|                                         | 宮川村         | 宮川村                      | 昭和30年1月1日 婦中町   | 婦中町                       | 婦中町                       | 平成17年4月1日 富山市 | 富山市 |
|                                         | 千里村         | 昭和17年6月20日 神保村      | 神保村                  | 昭和34年1月1日 婦中町に編入  | 婦中町                       | 平成17年4月1日 富山市 | 富山市 |
|                                         | 富川村         | 昭和17年6月20日 神保村      | 神保村                  | 昭和34年1月1日 婦中町に編入  | 婦中町                       | 平成17年4月1日 富山市 | 富山市 |
|                                         | 古里村         | 古里村                      | 古里村                  | 昭和34年1月1日 婦中町に編入  | 婦中町                       | 平成17年4月1日 富山市 | 富山市 |
|                                         | 音川村         | 音川村                      | 音川村                  | 昭和34年1月1日 婦中町に編入  | 婦中町                       | 平成17年4月1日 富山市 | 富山市 |
|                                         | 山田村         | 山田村                      | 山田村                  | 山田村                       | 山田村                       | 平成17年4月1日 富山市 | 富山市 |
|                                         | 細入村         | 細入村                      | 細入村                  | 細入村                       | 細入村                       | 平成17年4月1日 富山市 | 富山市 |
|                                         | 富山市         | 富山市                      | 富山市                  | 富山市                       | 富山市                       | 平成17年4月1日 富山市 | 富山市 |
|                                         | 桜谷村         | 大正9年4月1日 富山市に編入  | 富山市                  | 富山市                       | 富山市                       | 平成17年4月1日 富山市 | 富山市 |
|                                         | 東呉羽村       | 大正15年7月1日 富山市に編入 | 富山市                  | 富山市                       | 富山市                       | 平成17年4月1日 富山市 | 富山市 |
|                                         | 神明村         | 昭和15年9月1日 富山市に編入 | 富山市                  | 富山市                       | 富山市                       | 平成17年4月1日 富山市 | 富山市 |
|                                         | 四方町         | 四方町                      | 昭和29年3月30日 和合町  | 昭和35年10月1日 富山市に編入 | 富山市                       | 平成17年4月1日 富山市 | 富山市 |
|                                         | 倉垣村         | 倉垣村                      | 昭和29年3月30日 和合町  | 昭和35年10月1日 富山市に編入 | 富山市                       | 平成17年4月1日 富山市 | 富山市 |
|                                         | 八幡村         | 昭和16年2月11日 八幡村      | 昭和29年3月30日 和合町  | 昭和35年10月1日 富山市に編入 | 富山市                       | 平成17年4月1日 富山市 | 富山市 |
|                                         | 百塚村         | 昭和16年2月11日 八幡村      | 昭和29年3月30日 和合町  | 昭和35年10月1日 富山市に編入 | 富山市                       | 平成17年4月1日 富山市 | 富山市 |
|                                         | 草島村         | 昭和16年2月11日 八幡村      | 昭和29年3月30日 和合町  | 昭和35年10月1日 富山市に編入 | 富山市                       | 平成17年4月1日 富山市 | 富山市 |
|                                         | 西呉羽村       | 昭和15年5月1日 呉羽村       | 昭和29年3月1日 呉羽町   | 呉羽町                       | 昭和40年4月1日 富山市に編入  | 平成17年4月1日 富山市 | 富山市 |
|                                         | 古沢村         | 昭和15年5月1日 呉羽村       | 昭和29年3月1日 呉羽町   | 呉羽町                       | 昭和40年4月1日 富山市に編入  | 平成17年4月1日 富山市 | 富山市 |
|                                         | 長岡村         | 長岡村                      | 昭和29年3月1日 呉羽町   | 呉羽町                       | 昭和40年4月1日 富山市に編入  | 平成17年4月1日 富山市 | 富山市 |
|                                         | 寒江村         | 寒江村                      | 昭和29年3月1日 呉羽町   | 呉羽町                       | 昭和40年4月1日 富山市に編入  | 平成17年4月1日 富山市 | 富山市 |
|                                         | 射水郡 老田村  | 射水郡 老田村               | 昭和29年3月1日 呉羽町   | 呉羽町                       | 昭和40年4月1日 富山市に編入  | 平成17年4月1日 富山市 | 富山市 |
|                                         | 池多村         | 池多村                      | 池多村                  | 昭和34年1月1日 呉羽町に編入  | 昭和40年4月1日 富山市に編入  | 平成17年4月1日 富山市 | 富山市 |
| 昭和34年1月1日 射水郡 小杉町に編入      | 池多村         | 池多村                      | 池多村                  | 射水郡 小杉町の一部          | 平成17年11月1日 射水市の一部 | 射水市                |        |

## 式内社
延喜式神名帳には7座7社が記載されており、すべて小社である。
- 姉倉比賣神社（論社2社。富山市船倉、富山市呉羽町小竹）
- 速星神社（論社2社。富山市婦中町速星　速星神社、富山市呉羽町　速星神社）
- 白鳥神社（論社3社。富山市寺町 白鳥神社、富山市八尾町三田 白鳥神社、富山市婦中町友坂 熊野神社）
- 多久比禮志神社（論社4社。富山市塩 多久比禮志神社、富山市呉羽町小竹 姉倉比賣神社、富山市五福 呉服神社、富山市黒瀬 日宮神社）
- 熊野神社（論社4社。富山市宮保 熊野神社、富山市婦中町友坂 熊野神社、富山市婦中町中名 熊野神社、富山市婦中町熊野道 熊野神社）
- 杉原神社（論社3社。富山市八尾町黒田 杉原神社、富山市婦中町田屋清水田 杉原神社、富山市婦中町浜子 杉原神社）
- 鵜坂神社（富山市婦中町鵜坂）

## 式外社
日本三代実録には以下の3社が記載されている。
- 鵜坂姉比咩神社
- 鵜坂妻比咩神社
- 杉田神社

## 行政
出典→
石川県婦負郡長
| 代 | 氏名     | 就任年月日                 | 退任年月日               | 備考                                                    |
| -- | -------- | -------------------------- | ------------------------ | ------------------------------------------------------- |
| 1  | 市川伯孝 | 明治11年（1878年）12月17日 | 明治15年（1882年）6月8日 | 前任は新川県権中属 石川県（当時）射水郡長へ異動の為失職 |
| 2  | 渋谷孝常 | 明治15年（1882年）6月6日   | 明治16年（1883年）5月8日 | 前任は上新川郡書記 富山県に移管                         |

富山県婦負郡長
| 代 | 氏名       | 就任年月日                 | 退任年月日                 | 備考                                                          |
| -- | ---------- | -------------------------- | -------------------------- | ------------------------------------------------------------- |
| 1  | 渋谷孝常   | 明治16年（1883年）5月9日   | 明治18年（1885年）12月14日 | 射水郡長へ異動のため失職                                      |
| 2  | 市川伯孝   | 明治18年（1885年）12月14日 | 明治19年（1886年）8月25日  | 前任は富山県四等属 官制改正に依るもの（不明）の如しのため失職 |
| 3  | 前田則邦   | 明治19年（1886年）8月25日  | 明治22年（1889年）5月28日  | 前任は上新川郡長 非職                                         |
| 4  | 原弘三     | 明治22年（1889年）7月26日  | 明治25年（1892年）2月9日   | 前任は秋田県仙北郡長 依願免官                                 |
| 5  | 黒田剛     | 明治25年（1892年）6月8日   | 明治28年（1895年）10月12日 | 原籍は東京 前任は内務属 非職                                  |
| 6  | 倉山昌親   | 明治28年（1895年）10月12日 | 明治31年（1898年）9月22日  | 原籍は鹿児島 前任は富山県警部 熊本県天草郡長就任のため失職    |
| 7  | 吉田安喜   | 明治31年（1898年）9月22日  | 明治32年（1899年）8月7日   | 原籍は熊本 前任は熊本県上益城郡長 西礪波郡長就任のため失職    |
| 8  | 前田則邦   | 明治32年（1899年）8月7日   | 明治44年（1911年）12月27日 | 前任は中新川郡長 依願免官                                     |
| 9  | 甘粕達蔵   | 明治44年（1911年）12月27日 | 大正2年（1913年）5月2日    | 原籍は山形 富山県事務官補就任のため失職                       |
| 10 | 石坂豊一   | 大正2年（1913年）5月2日    | 大正5年（1916年）5月20日   | 前任は富山県事務官補 富山県理事官就任のため失職               |
| 11 | 佐野国夫   | 大正5年（1916年）5月20日   | 大正7年（1918年）12月28日  | 本籍は東京 前任は富山県警視 依願免官                          |
| 12 | 矢郷清太郎 | 大正7年（1918年）12月28日  | 大正12年（1923年）1月30日  | 前任は婦負郡書記 射水郡長就任のため失職                       |
| 13 | 金尾宗義   | 大正12年（1923年）1月30日  | 大正13年（1924年）12月17日 | 前任は富山県属 西礪波郡長就任のため失職                       |
| 14 | 三由安太郎 | 大正13年（1924年）12月17日 | 大正15年（1926年）6月30日  | 前任は下新川郡書記 郡役所廃止により、廃官                     |